# Gesaleico
Gesaleico (en gótico: Gaisalaiks; ¿?-511) fue rey de los visigodos entre 507 y 511. Protagoniza la retirada a Hispania tras la derrota frente a los francos en Vouillé, monarca bastardo que conduce a su pueblo hacia un nuevo reino.
De Gesaleico dice San Isidoro que era de lo más vil por su origen, y de una incapacidad y desacierto extremos.

## Monarca electo

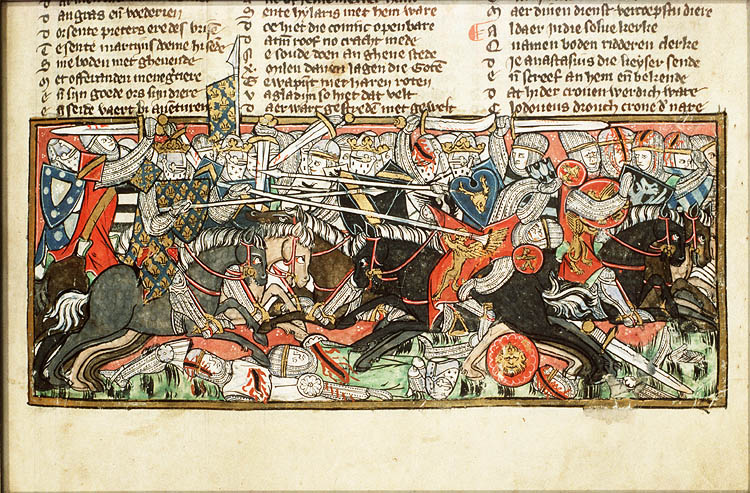
batalla de Vouillé

Los nobles supervivientes de la batalla de Vouillé queman el cadáver del rey Alarico II y eligen a Gesaleico, hijo ilegítimo de Alarico II, como rey a pesar de que existía un pretendiente legítimo, el pequeño Amalarico, nieto de Teodorico el Grande, rey ostrogodo de Italia. Por ello tuvo la oposición de los ostrogodos, que deseaba el reinado para Amalarico, hijo legítimo de Alarico II y por tanto nieto suyo.
La elección entre un guerrero joven y valiente que había demostrado su valor en Vouillé y la posible regencia del ostrogodo, se resuelve a favor del bastardo, buscando las tropas visigodas paliar el desastre:

"...Los soldados que habían luchado al servicio de Alarico II desenvainaron sus espadas haciéndolas chocar contra sus escudos; de esa forma, siguiendo el ritual ancestral de la tribu, fue entronizado por aclamación guerrera Gesaleico. Su primera y fundamental misión como rey fue la de poner a salvo los restos del ejército, lo que consiguió gracias al repliegue táctico sobre Hispania...
La rosa de los vientos, Pasajes de la historia.

No debe considerarse a Gesaleico como usurpador ya que entonces la monarquía no era hereditaria y según expone Ramón Menéndez Pidal, las discrepancias interiores debieron contribuir en la derrota del campo Vogladense diese por resultado la pérdida de toda la Galia, salvo la pequeña región de la Septimania y la Provenza.

## Repliegue táctico sobre Hispania

Territorio del reino visigodo en tiempos de Alarico II.

Los francos y borgoñones se apoderaron entre los años 507 y 508 de todo el reino galovisigótico. Teodorico, hijo de Clodoveo, apoyado por el rey borgoñón somete la Auvernia; Clodoveo I conquista Burdeos, y en el 508 ocupa Tolosa que había sido abandonada por Gesaleico que traslada su tesoro a Carcasona. 
Acosado por Clodoveo I, tuvo que abandonar Gallia huye a Narbona y posteriormente a Barcelona. 
Tolosa es tomada e incendiada por los francos. Los borgoñones, aliados de Clodoveo, conquistan Narbona. Rodez, Béziers y Carcasona caen en poder de los francos.
Gracias a la ayuda ostrogoda pudo frenar el avance de borgoñones y francos recuperando toda la Septimania y organizando su reino en la ciudad de Narbona. Pero Teodorico también se preparaba en Italia para lograr sentar en el trono a su nieto y salvar el reino visigodo que conservaba aún en las Galias las regiones de la narbonense que formaron la Septimania y la Provenza, cuyas ciudades más importantes eran Narbona, Arlés y Marsella, respectivamente.

Septimania.

Gundebaldo el Borgoñón sitió Narbona, en donde estaba Gesaleico con la corte visigoda. Perdida la capital, tal como nos dice San Isidoro, con gran vergüenza para Gesaleico y gran matanza de sus hombres, el rey visigodo se trasladó a Barcelona donde establece la capital eventual de su reino.
El ejército franco-borgoñón se dirige después al Ródano sitiando Arlés, ciudad que resiste sin auxilio visigodo y a pesar de la traición del obispo católico Cesáreo de Arlés. El rey ostrogodo Teodorico el Grande acude en socorro de la ciudad considerada propiedad de su nieto Amalarico.
Teodorico otorga el mando del ejército ostrogodo al duque Ibba, católico, quien consigue liberar Arlés. Como consecuencia de esta campaña Clodoveo I levantó el sitio de Carcasona.
Lograda la paz con francos y borgoñones, Ibba se dirigió hacia Barcelona donde estaba Gesaleico, es allí donde había asesinado al conde Goiarico, tal vez un defensor de los derechos de Amalarico.

## Convivencia con los hispanorromanos

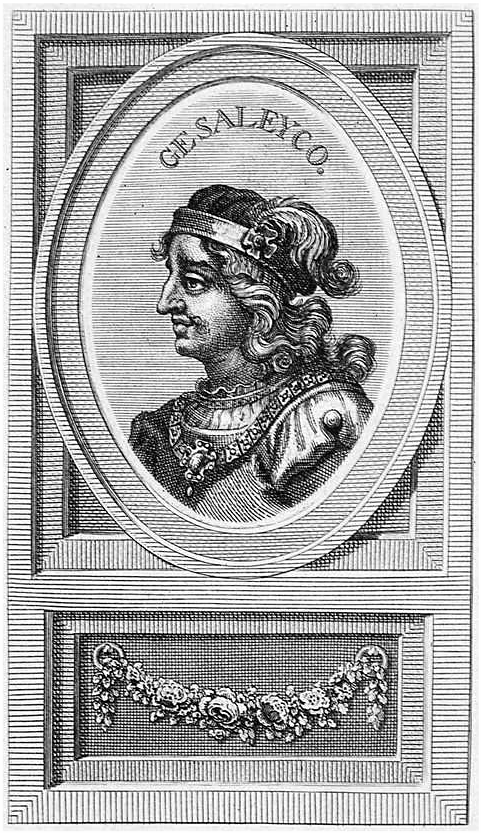
Rey visigodo de Hispania. Retrato de Gesaleico (1890)

El año 507 fue el del asentamiento definitivo de los visigodos en Hispania, unos 200 000 conquistadores frente a unos 7 millones de hispano-romanos. El choque de culturas y formas de vida era inevitable ya que los hispano-romanos van a ser gobernados por una política y religión distintas.
La distribución de tierras se realiza conforme a lo establecido por el Imperio Romano cuando los visigodos eran hospitalitas: Los consors o división en tres del terreno. Los visigodos recibían dos tercios no pudiendo adquirir el tercio restante salvo por concesión real. El mestizaje estaba prohibido bajo pena de muerte.

## Derrotado huye a África
Tachado de cobarde y cruel tras las pérdidas de Tolosa y Narbona, ve cómo el ostrogodo Teodorico exige el trono para su nieto a la vez que persiste la amenaza de los francos.
En el año 510 el duque Ibba, enviado por Teodorico, le derrota cerca de Barcelona, en la plana del actual municipio de Tordera, siendo depuesto. A pesar de las circunstancias adversas consigue huir al norte de África donde se refugia pidiendo ayuda al rey vándalo Trasamundo.
Entonces el reino queda bajo el gobierno de Teodorico a nombre de su nieto, y los partidarios de Gesaleico intentan su reposición en el trono.
En este contexto podemos situar el asesinato del conde llamado Veila en Barcelona, de que nos da noticia la Chronica Caesaraugustana en el año 510.

## Regreso a Hispania, derrota, captura y ejecución
Regresa a Hispania el año 511 y según San Isidoro pretendió el gobierno de Aquitania, donde permaneció oculto durante un año no completo intentando con el eventual apoyo de Clodoveo I, recuperar su trono.
Con escasas fuerzas vuelve a enfrentarse a Ibba en una batalla librada a 12 millas de Barcelona, y puesto en fuga y capturado, y al fin muerto junto al río Drucucio en las Galias por las tropas ostrogodas.
Su muerte ocurrió algunos meses antes de la de Clodoveo I, acaecida el 27 de noviembre del 511. San Isidoro le dedica un triste epitafio: sicque prius honorem, postea vitam amisit, "perdió primero el honor y después la vida".

## Regencia de Teodorico
Teodorico el Grande se hace cargo de la regencia ya que su nieto Amalarico era menor de edad, iniciándose un período de dominación ostrogoda, época de pacífica convivencia para las dos familias godas.